# Dansk Intermezzo
Dansk Intermezzo är en kriminalroman på danska av författarna Maj Sjöwall och Bjarne Nielsen, utgiven 1989 på Pinkertons novellebibliotek.

## Handling
Martin Beck får ett personligt brev från sin kollega Per Månsson i Malmö, gällande hans son som åkt fast av polisen i Köpenhamn för narkotikabrott. Då Beck inte själv har möjlighet att resa dit, ställer Gunvald Larsson upp. Han skulle ändå resa till Köpenhamn på semester.

## Om boken
Dansk Intermezzo är en uppföljare av böckerna Roman om ett brott, som skrevs av Sjöwall Wahlöö. Denna skrevs av Maj Sjöwall och Bjarne Nielsen som en novell i tidningen Ugemagasinet nummer 42 1987, och utkom två år senare som bok och gavs ut i 300 exemplar. Ett finns på Kungliga biblioteket (KB) i Stockholm.